# Betty to the Rescue
Betty to the Rescue è un film muto del 1917 diretto da Frank Reicher che lo produsse per la Famous Players-Lasky Corporation; aveva come interpreti Jack Dean, Lillian Leighton, James Neill, Fannie Ward, Charles West.

## Trama
Nessuno dice a Betty che la miniera d'oro ereditata non vale nulla. Affidata a John Kenwood e alla madre di lui dopo la morte di suo padre, la ragazza ignora anche che le spese del suo mantenimento per una lussuosa scuola sono a carico dello stesso Kenwood. Il quale rifiuta - per ragioni sentimentali - di vendere la miniera a tale Fleming, un ingegnere che tenta di mettervi su le mani perché vi ha trovato una ricca vena d'oro. Quando Kenwood perde il suo raccolto di arance a causa del gelo, andando così in rovina, Betty scopre la generosità del tutore e si sente in debito con lui. Riuscirà a ripagarlo perché troverà anche lei la vena d'oro, rendendosi conto, nel contempo di amare John.

## Produzione
Il film fu prodotto dalla Famous Players-Lasky Corporation.

## Distribuzione
Il copyright del film, richiesto dalla L. Lasky Feature Play Co., fu registrato il 10 gennaio 1917 con il numero LP9949.
Distribuito dalla Paramount Pictures, il film uscì nelle sale cinematografiche statunitensi il 15 gennaio 1917.
Non si conoscono copie ancora esistenti della pellicola che viene considerata presumibilmente perduta.